# Hannah Cheesman

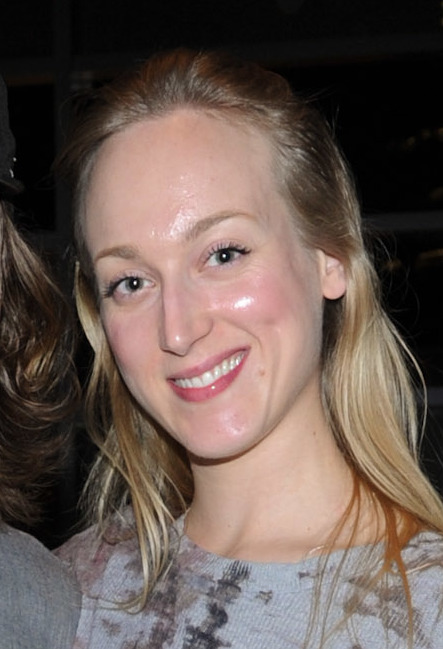
Hannah Cheesman

Hannah Cheesman (* 6. Oktober 1984 in Toronto) ist eine kanadische Filmschauspielerin, Drehbuchautorin, Produzentin und Regisseurin.

## Leben
Cheesman studierte Schauspiel an der National Theatre School of Canada sowie Spanisch an der University of Toronto. Ab 2009 spielte sie zunächst in Kurz- und Fernsehfilmen mit und hatte erste Nebenrollen in verschiedenen Fernsehserien. 2011 spielte sie ihre ersten Hauptrollen in den beiden Comedyserien Originals und Papillon. Seit 2013 ist Cheesman auch als Produzentin sowie seit 2014 als Drehbuchautorin und Regisseurin tätig. 2015 erschien die zehnteilige Webserie Whatever, Linda, die Cheesman zusammen mit Julian DeZotti entwickelt hatte und an der sie sowohl als Hauptdarstellerin, Autorin und Produzentin mitwirkte. Weitere größere Rollen folgten 2014–16 in der Sitcom Max & Shred sowie 2019 bis 2024 in der Science-Fiction-Serie Star Trek: Discovery.
Cheesman ist auch als Regisseurin von Werbespots und Musikvideos tätig.

## Filmografie
Als Schauspielerin
- 2009: Almost Audrey (Fernsehfilm)
- 2009: Flashpoint – Das Spezialkommando (Fernsehserie, eine Folge)
- 2010: Daylight Savings (Kurzfilm)
- 2011: Mayday – Alarm im Cockpit (Fernsehserie, eine Folge)
- 2011: Originals (Fernsehserie, sieben Folgen)
- 2011: Stay with Me (Fernsehfilm)
- 2011: Papillon (Fernsehserie, 15 Folgen)
- 2013: Mama
- 2013: The Animal Project
- 2014: Brunch Bitch (Kurzfilm)
- 2014: Defiance (Fernsehserie, drei Folgen)
- 2014–2016: Max & Shred (Fernsehserie, 21 Folgen)
- 2015: Whatever, Linda (Fernsehserie)
- 2015: Boxing (Kurzfilm)
- 2015: Star Princess (Kurzfilm)
- 2016: Anne auf Green Gables (Fernsehfilm)
- 2016: Murdoch Mysteries (Fernsehserie, eine Folge)
- 2016: Copspeak (Kurzfilm)
- 2017: The Definites
- 2017: Budz (Fernsehserie, eine Folge)
- 2019: Schitt’s Creek (Fernsehserie, eine Folge)
- 2019–2024: Star Trek: Discovery (Fernsehserie, 13 Folgen)
- 2019: Volcano (Kurzfilm)
- 2019: Frankie Drake Mysteries (Fernsehserie, eine Folge)
- 2019: Hudson & Rex (Fernsehserie, eine Folge)

Als Drehbuchautorin
- 2014: Brunch Bitch (Kurzfilm)
- 2014: Cheese (Kurzfilm)
- 2015: Whatever, Linda (Fernsehserie)
- 2015: Orphan Black (Fernsehserie, zehn Folgen, story coordinator)
- 2017: The Definites
- 2018: Emmy (Kurzfilm)
- 2018: Workin' Moms (Fernsehserie, elf Folgen als story editor, eine als Autor, eine als Co-Autor)
- 2018: Find me in Paris (Fernsehserie, eine Folge)
- 2019: The AfterLifetime of Colm Feore (Kurzfilm)
- 2019: The 410 (Fernsehserie, drei Folgen, executive story editor)

Als Produzentin
- 2013: The Animal Project (associate producer)
- 2013: Pop the Grapes (Kurzfilm, associate producer)
- 2014: Brunch Bitch (Kurzfilm)
- 2015: Whatever, Linda (Fernsehserie)
- 2015: Boxing (Kurzfilm, executive producer)
- 2017: The Definites
- 2019: Bite Me (associate producer)

Als Regisseurin
- 2014: Brunch Bitch (Kurzfilm)
- 2014: Cheese (Kurzfilm)
- 2017: The Definites
- 2018: Emmy (Kurzfilm)
- 2019: The AfterLifetime of Colm Feore (Kurzfilm)

## Auszeichnungen und Nominierungen
|      | Ergebnis  | Kategorie                              | Award                                          |
| 2015 | Nominiert | Best Writing (Drama) (Whatever, Linda) | International Academy of Web Television Awards |
| 2018 | Nominiert | (Emmy)                                 | Miami Film Festival                            |